# اینتلکچوال ونچرز
اینتلکچوال ونچرز (انگلیسی: Intellectual Ventures) شرکت سرمایه‌گذاری آمریکایی است، که در سال ۲۰۰۰ تأسیس شد.